# Neoregelia wilsoniana
Neoregelia wilsoniana là một loài thực vật có hoa trong họ Bromeliaceae. Loài này được M.B.Foster mô tả khoa học đầu tiên năm 1959.